# Sandräv
Sandräv (Vulpes pallida) är ett rovdjur i familjen hunddjur (Canidae).

## Utseende
Denna art liknar den i Sydafrika förekommande kamaräven (Vulpes chama). Den når en kroppslängd (huvud och bål) av 38 till 55 cm och en svanslängd av 23 till 29 cm. Vikten ligger vid 2,0 till 3,6 kilogram. Mankhöjden är ungefär 25 centimeter.
Extremiteterna och öronen är jämförelsevis långa och de sistnämnda vid spetsen avrundade. Pälsens grundfärg är ljust beige, extremiteter och ibland även ryggen är rödbrun. Buken och ansiktet är ljusare, ibland nästan vit. Ansiktet kännetecknas av långa morrhår och mörka ringar kring ögonen. En mörk fläck på den rödbruna svansens ovansida markerar en körtel. I motsats till arten Vulpes rueppelli som är lika stor har sandräven en svart svansspets, kortare öron och en kortare svans.

## Utbredning
Arten förekommer i halvöknar och savanner i norra Afrika och söder om Sahara. Utbredningsområdet sträcker sig från Atlanten till Röda havet och motsvarar ungefär Sahelzonen och regionen Sudan (bilâd as-sûdân). Ibland besöker sandräven kultiverade områden.

## Levnadssätt
Bredvid savannen förekommer arten ibland i halvöknar och öknar. Vanligen lever sandräven i mindre familjegrupper som består av ett par och deras ungar från olika generationer. Ibland syns bara två individer tillsammans. Dessa djur är aktiva på natten och vilar på dagen i sina bon som består av upp till 15 meter långa tunnlar. Tunnlarna ligger ibland 2 till 3 meter under markytan och dessutom finns ett större rum som fodras med växtdelar. Per kull föds 3 till 6 ungar efter uppskattningsvis 7 till 8 veckor dräktighet. Ungarna diar sin mor cirka 6 till 8 veckor. Arten är en allätare vad som syns i de väl utvecklade molarerna. Födan består bland annat av frukter, bär och andra växtdelar samt av gnagare, mindre kräldjur, fåglar och deras ägg. Troligtvis ingår även insekter i födan.
Troligen kan sandräven leva 6 år i naturen. Den äldsta kända individen i fångenskap blev däremot bara 3 år gammal.

## Taxonomi
Sandräven är en av 12 arter i släktet Vulpes inom familjen hunddjur. Vanligen listas 4 eller 5 underarter.
- Vulpes pallida pallida, Sudan
- Vulpes pallida cyrenaica
- Vulpes pallida edwardsi, Mali, Senegal
- Vulpes pallida harterti, Nigeria, Niger, till Burkina Faso
- Vulpes pallida oertzeni, Nigeria, Tchad, norra Kamerun, södra Sudan